# Küçükkuyu
Küçükkuyu ist eine Gemeinde im Landkreis Ayvacık der türkischen Provinz Çanakkale. Der Ort liegt im Südosten des Landkreises nahe der Grenze zur Provinz Balıkesir, an der Nordseite des Golfs von Edremit und am Fuß des Ida-Gebirges (türkisch Kaz Dağı). Durch den Ort verläuft die Fernstraße D 550 (E 87), die am westlichen Ortsrand von Çanakkale kommend aus dem Gebirge herab an die Küste stößt und über Edremit weiter dem Verlauf der türkischen Ägäisküste folgt.
Durch seine Lage am Meer ist das frühere Fischerdorf Küçükkuyu ein beliebter Ferienort mit Sandstränden und zahlreichen Hotels. Im Norden des Ortes liegen in den Bergen Mauerreste, die örtlich Zeusaltar genannt werden. Auch wenn keine archäologischen Befunde darauf hindeuten, hielt Heinrich Schliemann dies für den Altar des idäischen Zeus auf dem homerischen Gargaros, von dem aus Zeus den Trojanischen Krieg beobachtete. Von dem ausgeschilderten Weg dorthin zweigt eine Straße ins malerische Bergdorf Adatepe ab. Im Zentrum von Küçükkuyu liegt das einzige Olivenöl-Museum der Türkei, das Adatepe Zeytinyağı Müzesi.